# Al-Kasim
Al-Kasim (arab. القصيم Al-Qaşīm) – jest jedną z 13 prowincji Arabii Saudyjskiej. Znajduje się w centrum kraju.